# Constantin Stănici
 Constantin Stănici, né le 17 septembre 1969 à Bucarest, est un footballeur roumain qui évoluait au poste de milieu de terrain

## Palmarès
Minnesota Thunder
- A-League
  - Vainqueur : 1999